# Apfelschorle
Apfelschorle eller Apfelsaftschorle er en populær læskedrik, der er særligt udbredt i Tyskland.
Apfelschorle består af danskvand og æblemost. Fruchtschorle er en lignende drik med andre typer frugtjuice, men Apfelschorle er langt den mest populære.
Vin blandet med danskvand hedder Weinschorle. Hvidvin er mest brugt; men rødvin forekommer også. 
Kalorieindholdet i Apfelschorle er lavere, og drikken er mindre sød end æblemost. Den er derfor populær om sommeren og blandt sporsudøvere. Indholdet af æblemost er mellem 40 og 60 procent.
Regionalt taler man også om saure Schorle (sur schorle), som er vin eller æblemost blandet med danskvand, og om süße Schorle (sød schorle), som er vin eller æblemost blandet med limonade.
Apfelschorle produceres af Coca-Cola som Lift og af Gerolsteiner. De fleste blander drikken selv.